# Austalis triseriata
Austalis triseriata är en tvåvingeart som först beskrevs av Meijere 1913.  Austalis triseriata ingår i släktet Austalis och familjen blomflugor. Inga underarter finns listade i Catalogue of Life.